# IRF9
عامل تنظيم الإنترفيرون 9 (اختصارًا IRF9) هو بروتينٌ بشريٌ يُشَفِّره الجين IRF9، وهو معروف سابقًا باسم ISGF3G.

## التفاعلات
لقد ثَبُتَ أن البروتين IRF9 يتفاعل مع كل من البروتينين STAT2 [الإنجليزية]، و STAT1 [الإنجليزية].

## وصلات خارجية
- ISGF3G+protein,+human في المكتبة الوطنية الأمريكية للطب نظام فهرسة المواضيع الطبية (MeSH).